# Tomasz Talkowski
Tomasz Talkowski (ur. 23 lutego 1984) – polski lekkoatleta, sprinter.
Zawodnik MLKS Nadwiślanin Chełmno. Srebrny medalista mistrzostw Polski (bieg na 200 m, Poznań 2007). Międzynarodowy mistrz Izraela na tym samym dystansie (2007)

## Rekordy życiowe
- bieg na 100 m – 10,40 (2005)
- bieg na 200 m – 20,97 (2007)
- bieg na 60 m (hala) – 6,73 (2007)